# Finale della UEFA Europa Conference League 2023-2024
La finale della 3ª edizione dell'Europa Conference League si è disputata il 29 maggio 2024 allo stadio Agia Sophia di Atene, in Grecia, tra i padroni di casa dell'Olympiacos e gli italiani della Fiorentina.
La partita è stata vinta dall'Olympiacos per 1-0 ai tempi supplementari dopo lo 0-0 di quelli regolamentari, con i greci che si sono aggiudicati il primo titolo nella competizione e l'accesso diretto alla fase campionato della UEFA Europa League 2024-2025.

## Le squadre
| Squadre    | Partecipazioni precedenti (il grassetto indica la vittoria) |
| ---------- | ----------------------------------------------------------- |
| Olympiacos | Nessuna                                                     |
| Fiorentina | 1 (2023)                                                    |

## Antefatti
La finale del 2024 rappresenta il primo confronto di sempre in competizioni UEFA per club tra Olympiacos e Fiorentina. Per la squadra greca si tratta dell'esordio assoluto in un atto conclusivo di una manifestazione europea, mentre per il club italiano è la seconda finale consecutiva di Europa Conference League, nonché della sesta complessiva a livello continentale. Per entrambi gli allenatori, José Luis Mendilibar e Vincenzo Italiano, si tratta della seconda finale consecutiva in un torneo UEFA: il tecnico degli ellenici aveva difatti disputato e vinto l'atto conclusivo della precedente Europa League alla guida del Siviglia; invece il tecnico dei toscani aveva appunto agguantato la finale della passata edizione di Europa Conference League, culminata tuttavia con una sconfitta.
Questa è la prima finale nella storia della competizione, nonché a livello di manifestazioni UEFA, in cui ad affrontarsi sono una compagine greca ed una italiana: l'Olympiacos diviene inoltre la prima squadra a contendersi il trofeo nella propria nazione d'appartenenza e la seconda ellenica a raggiungere un atto conclusivo di un torneo continentale a 53 anni di distanza dal Panathīnaïkos, che disputò e perse la finale della Coppa dei Campioni del 1971.

## Sede
Il 28 giugno 2023 la UEFA ha selezionato le sedi per le finali di Europa Conference League del 2024 e del 2025, collocandole rispettivamente allo stadio Agia Sophia di Atene e allo stadio municipale di Breslavia.
Terminato nel 2022, l'impianto ospita per la prima volta un atto conclusivo di una manifestazione europea; mentre la città di Atene viene scelta per la quinta volta come palcoscenico di una finale UEFA, dopo quelle di Coppa dei Campioni/Champions League del 1983, 1994 e 2007 e quella della Coppa delle Coppe del 1987, tutte disputatesi al limitrofo stadio olimpico Spyros Louīs. Nel complesso si tratta dell'ottava gara decisiva di una competizione continentale a svolgersi in Grecia, considerando anche quelle del 1971 e 1973 di Coppa delle Coppe e del 2023 di Supercoppa UEFA.

## Il cammino verso la finale

### Olympiacos
L'Olympiacos di José Luis Mendilibar, subentrato a stagione in corso al posto dell'esonerato Carlos Carvalhal, inizia il proprio cammino dalle fasi di qualificazione dell'Europa League, dove elimina dapprima i belgi del Genk nel terzo turno preliminare con un risultato complessivo di 2-1 nel doppio confronto, determinato dal trionfo per 1-0 in casa e dal pareggio per 1-1 in trasferta, e poi i serbi del Čukarički negli spareggi con un aggregato totale di 6-1, sancito dalla vittoria a domicilio per 3-1 e da quella per 3-0 fuori dalle mura amiche, accedendo così alla fase a gironi della competizione.
I greci vengono quindi inseriti nel gruppo A con gli inglesi del West Ham Utd, i tedeschi del Friburgo e i serbi del TSC Bačka Topola. Nella gara d'esordio, gli ellenici subiscono una sconfitta casalinga per 3-2 ad opera del Friburgo, prima di pareggiare in trasferta per 2-2 con il TSC Bačka Topola; nella doppia sfida contro il West Ham Utd si palesano un successo interno per 2-1 ed una battuta d'arresto esterna per 1-0, che compromettono irrimediabilmente il percorso nel torneo. Il girone si chiude difatti con una brusca sconfitta per 5-0 in Germania a favore dei tedeschi ed un largo trionfo per 5-2 in Grecia ai danni dei serbi, che causano l'arrivo al terzo posto in classifica con 7 punti, frutto di due vittorie, un pareggio e tre sconfitte, oltre che il conseguente ripescaggio in Europa Conference League.
L'urna degli spareggi riserva all'Olympiacos uno scontro con gli ungheresi del Ferencváros, che vengono eliminati con un doppio 1-0 firmato El Kaabi tra andata e ritorno. Agli ottavi di finale, i greci affrontano gli israeliani del Maccabi Tel Aviv, da cui sono stati sconfitti per 4-1 in casa, salvo riuscire incredibilmente a vincere col medesimo risultato nel secondo incontro, giocato in Serbia a causa del conflitto in corso in Israele, per poi segnare due ulteriori gol ai tempi supplementari con Jovetić ed El-Arabi, fissando il punteggio sul 6-1 e passando dunque il turno con un computo globale di 7-5. Ai quarti di finale, la formazione di Mendilibar viene abbinata contro i turchi del Fenerbahçe. Nel match d'andata allo stadio Geōrgios Karaiskakīs le reti di Fortounīs, Jovetić e Chiquinho permettono ai padroni di casa di imporsi per 3-2 sugli avversari; mentre nel ritorno allo stadio Şükrü Saracoğlu i turchi hanno la meglio per 1-0, dilungando così il doppio confronto fino ai tiri di rigore, che hanno visto i greci vittoriosi per 3-2 anche in virtù delle fondamentali parate di Tzolakīs. In semifinale, l'Olympiacos incontra gli inglesi dell'Aston Villa. Grazie a due vittorie, rispettivamente per 4-2 a Birmingham e per 2-0 al Pireo, gli ellenici staccano il pass per l'atto conclusivo della manifestazione, nonché il loro primo assoluto a livello europeo.

### Fiorentina
La Fiorentina di Vincenzo Italiano, finalista della precedente edizione, esordisce invece nelle fasi di qualificazione dell'Europa Conference League, dove elimina gli austriaci del Rapid Vienna negli spareggi con un risultato complessivo di 2-1 nel doppio incrocio, sancito dalla sconfitta per 1-0 in Austria e dalla vittoria per 2-0 in Italia, accedendo così alla fase a gironi della competizione.
Gli italiani vengono dunque inseriti nel gruppo F insieme agli ungheresi del Ferencváros, ai belgi del Genk e ai serbi del Čukarički. Nella prime due partite, i toscani racimolano altrettanti pareggi per 2-2, rispettivamente in trasferta contro il Genk ed in casa con il Ferencváros; mentre nella doppia sfida contro il Čukarički arrivano due trionfi, quello interno per 6-0 e quello esterno per 1-0. Il girone si completa con un ulteriore successo per 2-1 a Firenze ai danni dei belgi ed un pari per 1-1 a Budapest contro gli ungheresi, che sanciscono dunque il primo posto in classifica con 12 punti, frutto di tre vittorie ed altrettanti pareggi.
L'urna degli ottavi di finale riserva alla Fiorentina uno scontro con gli israeliani del Maccabi Haifa, che vengono eliminati con un risultato complessivo di 5-4 nel doppio confronto, determinato dalla vittoria per 4-3 in trasferta, avvenuta alla Boszik Arena di Budapest a causa del conflitto in atto in Israele, e dal pareggio per 1-1 in casa. Ai quarti di finale, la formazione di Italiano viene abbinata con i cechi del Viktoria Plzeň. Il match d'andata allo stadio města Plzně termina con uno statico 0-0; mentre nel ritorno allo stadio Artemio Franchi, stante il pari a reti inviolate, i Viola superano per 2-0 i boemi solamente ai tempi supplementari grazie ai gol di González e Biraghi. In semifinale, la Fiorentina affronta i belgi del Club Bruges. Nell'andata a Firenze una rete in extremis di Nzola regala il successo per 3-2 ai padroni di casa; invece nella gara di ritorno in Belgio è il calcio di rigore realizzato da Beltrán a fissare il punteggio sul pari per 1-1, nonché a garantire ai gigliati il pass per la seconda finale consecutiva nella manifestazione, dopo la sconfitta dell'anno precedente.

### Tabella riassuntiva del percorso
Note: In ogni risultato sottostante, il punteggio della finalista è menzionato per primo. (C: Casa; T: Trasferta)
| Squadra          | Pt | G |
| ---------------- | -- | - |
| West Ham Utd     | 15 | 6 |
| Friburgo         | 12 | 6 |
| Olympiacos       | 7  | 6 |
| TSC Bačka Topola | 1  | 6 |

| Squadra     | Pt | G |
| ----------- | -- | - |
| Fiorentina  | 12 | 6 |
| Ferencváros | 10 | 6 |
| Genk        | 9  | 6 |
| Čukarički   | 0  | 6 |

## Contesto
Allo stadio Agia Sophia di Atene, Olympiacos e Fiorentina si affrontano per la prima volta in una competizione europea. I greci, che avevano terminato il campionato nazionale al terzo posto dopo una travagliata stagione, arrivano al loro primo atto conclusivo in un torneo UEFA; mentre gli italiani, i quali si erano accaparrati l'ultimo slot disponibile per un piazzamento continentale grazie all'ottavo posto in campionato, sono alla loro seconda finale consecutiva di Europa Conference League, dopo la sconfitta nell'edizione precedente.
Mendilibar, tecnico dell'Olympiacos, dispone la squadra con il 4-2-3-1: a protezione del portiere Tzolakīs vi sono, da destra verso sinistra, Rodinei, Retsos, Carmo e Ortega. In mediana Hezze e Iborra, dietro al trequartista e capitano Fortounīs, affiancato da Podence a destra e Chiquinho a sinistra. In attacco, l'unico terminale è il marocchino El Kaabi, capocannoniere della manifestazione.
Specularmente si schiera la Fiorentina di Italiano: davanti al portiere Terracciano vi sono, rispettivamente a destra e sinistra, Dodô e il capitano Biraghi, mentre al centro del reparto difensivo presenziano Milenković e Martínez Quarta. La diga di centrocampo è composta da Mandragora accompagnato dal brasiliano Arthur; infine, alle spalle della punta Belotti, che vince il ballottaggio con Beltrán e Nzola, giocano González, Bonaventura e Kouamé.

## La partita

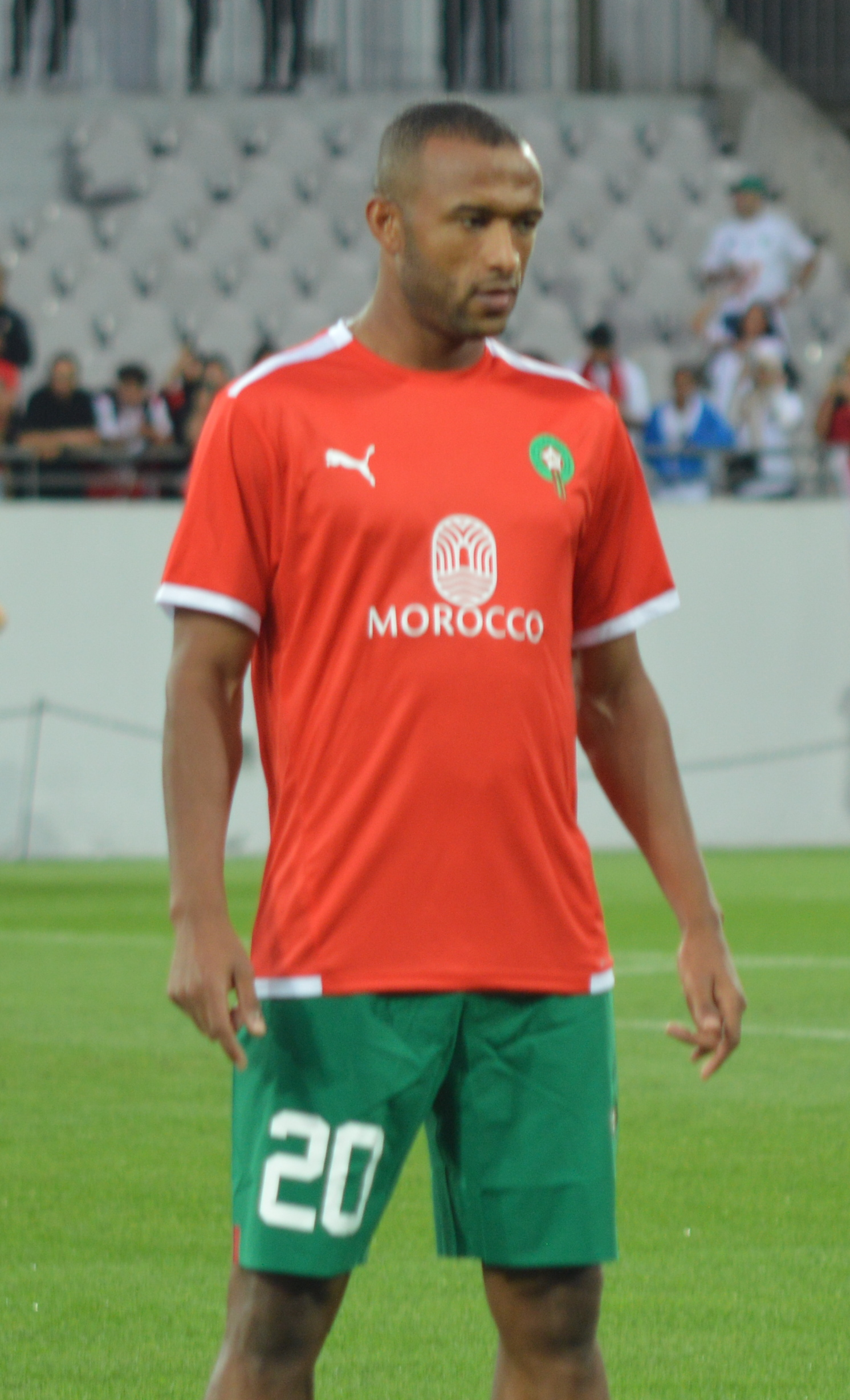
Ayoub El Kaabi, autore del gol decisivo e premiato come MVP della finale.

Diretta dal portoghese Soares Dias, la finale si accende sin dai primi istanti, complice anche il clima rovente da parte dei sostenitori greci, in netta maggioranza vista la sede della partita, e la prima occasione arriva dopo soli tre minuti, quando l'esterno dei “biancorossi” Podence impegna a un'ottima parata Terracciano; i Viola rispondono subito, e al 10' si vedono annullare il gol del vantaggio, per posizione di fuorigioco di Milenković. A metà primo tempo Bonaventura ha sul destro un'ottima occasione da dentro l'area di rigore, ma spreca facendosi ipnotizzare dal portiere Tzolakis. L'Olympiacos risponde rendendosi pericoloso su calcio piazzato in un paio di occasioni.
Dopo una equilibrata prima frazione, si abbassano i ritmi della partita, che rimane molto tesa, con la migliore occasione capitata al club italiano sui piedi dell'attaccante ivoriano Kouamé al 69', che colpisce male il pallone favorendo la deviazione del portiere, mentre i greci continuano ad insidiare pericolosamente i viola su calcio piazzato; nessuna delle due squadre riesce a trovare il guizzo giusto entro i tempi regolamentari, così la finale arriva ai supplementari. In apertura del primo tempo supplementare, Terracciano compie un ottimo intervento su una conclusione dell'ex Jovetić, subentrato nel secondo tempo. Al 116' la partita sembra destinata ai rigori, ma la compagine del Pireo trova il vantaggio: El Kaabi trasforma un cross basso dalla sinistra in tuffo di testa, smarcandosi agevolmente dal difensore Ranieri. La Fiorentina reagisce subito ed ha un'occasione importante per pareggiare, ma il tentativo viene però respinto dai rocciosi difensori greci. L'Olympiacos riesce a congelare gli ultimi minuti di partita ed al fischio finale può scatenare la gioia con i propri tifosi, diventando così la prima squadra greca a trionfare in una competizione internazionale UEFA, e la prima di questo trofeo a vincere la coppa in una finale giocata nella propria nazione.

## Tabellino

### Dettagli
La squadra "di casa" (ai fini amministrativi) è stata determinata da un sorteggio aggiuntivo effettuato dopo il sorteggio dei quarti di finale.
| Arbitro: | Artur Soares Dias |

|               |           |  |
| El Kaabi 116’ | Marcatori |  |

| Olympiakos | Fiorentina |

| P                    | 88 | Konstantinos Tzolakis    |      |        |
| D                    | 23 | Rodinei                  |      |        |
| D                    | 45 | Panagiotis Retsos        |      |        |
| D                    | 16 | David Carmo              |      |        |
| D                    | 3  | Francisco Ortega         |      | 91’    |
| C                    | 32 | Santiago Hezze           |      |        |
| C                    | 8  | Vicente Iborra           |      |        |
| C                    | 56 | Daniel Podence           | 28’  | 106’   |
| C                    | 6  | Chiquinho                |      | 77’    |
| C                    | 7  | Kostas Fortounis         |      | 73’    |
| A                    | 9  | Ayoub El Kaabi           | 117’ | 120+2’ |
| A disposizione:      |    |                          |      |        |
| P                    | 1  | Alexandros Paschalakis   | 95’  |        |
| P                    | 99 | Athanasios Papadoudis    |      |        |
| D                    | 18 | Quini                    |      | 91’    |
| D                    | 27 | Omar Richards            |      |        |
| D                    | 65 | Apostolos Apostolopoulos |      |        |
| D                    | 74 | Andreas Ntoi             |      |        |
| C                    | 5  | André Horta              |      | 77’    |
| C                    | 15 | Sōtīrīs Alexandropoulos  |      |        |
| C                    | 19 | Giōrgos Masouras         |      | 106’   |
| C                    | 20 | João Carvalho            |      |        |
| A                    | 11 | Youssef El-Arabi         |      | 120+2’ |
| A                    | 22 | Stevan Jovetić           | 94’  | 73’    |
| Allenatore:          |    |                          |      |        |
| José Luis Mendilibar |    |                          |      |        |

| P                 | 1  | Pietro Terracciano    |     |      |
| D                 | 2  | Dodô                  |     |      |
| D                 | 4  | Nikola Milenković     |     |      |
| D                 | 28 | Lucas Martínez Quarta | 42’ |      |
| D                 | 3  | Cristiano Biraghi     | 99’ | 106’ |
| C                 | 6  | Arthur                |     | 74’  |
| C                 | 38 | Rolando Mandragora    |     |      |
| C                 | 10 | Nicolás González      |     | 106’ |
| C                 | 5  | Giacomo Bonaventura   |     | 82’  |
| C                 | 99 | Christian Kouamé      | 79’ | 82’  |
| A                 | 20 | Andrea Belotti        |     | 59’  |
| A disposizione:   |    |                       |     |      |
| P                 | 53 | Oliver Christensen    |     |      |
| D                 | 16 | Luca Ranieri          |     | 106’ |
| D                 | 22 | Davide Faraoni        |     |      |
| D                 | 33 | Michael Kayode        |     |      |
| D                 | 65 | Fabiano Parisi        |     |      |
| C                 | 8  | Maxime Lopez          |     |      |
| C                 | 19 | Gino Infantino        |     |      |
| C                 | 32 | Alfred Duncan         |     | 74’  |
| C                 | 72 | Antonín Barák         |     | 82’  |
| A                 | 9  | Lucas Beltrán         |     | 106’ |
| A                 | 11 | Jonathan Ikoné        |     | 82’  |
| A                 | 18 | M'Bala Nzola          |     | 59’  |
| Allenatore:       |    |                       |     |      |
| Vincenzo Italiano |    |                       |     |      |

| Assistenti arbitrali: Paulo Soares (Portogallo) Pedro Ribeiro (Portogallo) Quarto ufficiale: Glenn Nyberg (Svezia) Assistente di riserva: Mahbod Beigi (Svezia) VAR: Tiago Martins (Portogallo) Assistente al VAR: Christian Dingert (Germania) Supporto al VAR: Marco Fritz (Germania) | Regole dell'incontro - due tempi regolamentari da 45 minuti ciascuno; - due tempi supplementari da 15 minuti ciascuno in caso di parità; - tiri di rigore in caso di ulteriore parità; inizialmente cinque per squadra, e a oltranza fino a spareggio in caso di ulteriore parità; - numero massimo di 23 giocatori per squadra a referto (11 in campo e 12 come potenziali sostituti); - cinque sostituzioni permesse nei tempi regolamentari; una sesta permessa nei tempi supplementari. |

## Statistiche
| Statistiche       | Olympiakos | Fiorentina |
| ----------------- | ---------- | ---------- |
| Reti segnate      | 0          | 0          |
| Tiri totali       | 2          | 9          |
| Tiri in porta     | 2          | 2          |
| Parate            | 2          | 2          |
| Possesso palla    | 49%        | 51%        |
| Calci d'angolo    | 2          | 2          |
| Falli commessi    | 6          | 5          |
| Fuorigioco        | 2          | 1          |
| Cartellini gialli | 1          | 1          |
| Cartellini rossi  | 0          | 0          |

| Statistiche       | Olympiakos | Fiorentina |
| ----------------- | ---------- | ---------- |
| Reti segnate      | 0          | 0          |
| Tiri totali       | 1          | 3          |
| Tiri in porta     | 0          | 1          |
| Parate            | 1          | 0          |
| Possesso palla    | 49%        | 51%        |
| Calci d'angolo    | 1          | 3          |
| Falli commessi    | 4          | 9          |
| Fuorigioco        | 1          | 2          |
| Cartellini gialli | 0          | 1          |
| Cartellini rossi  | 0          | 0          |

| Statistiche       | Olympiakos | Fiorentina |
| ----------------- | ---------- | ---------- |
| Reti segnate      | 1          | 0          |
| Tiri totali       | 3          | 5          |
| Tiri in porta     | 2          | 1          |
| Parate            | 1          | 1          |
| Possesso palla    | 41%        | 59%        |
| Calci d'angolo    | 2          | 1          |
| Falli commessi    | 0          | 3          |
| Fuorigioco        | 1          | 0          |
| Cartellini gialli | 3          | 1          |
| Cartellini rossi  | 0          | 0          |

| Statistiche       | Olympiakos | Fiorentina |
| ----------------- | ---------- | ---------- |
| Reti segnate      | 1          | 0          |
| Tiri totali       | 6          | 17         |
| Tiri in porta     | 4          | 4          |
| Parate            | 4          | 3          |
| Possesso palla    | 47%        | 53%        |
| Calci d'angolo    | 5          | 6          |
| Falli commessi    | 10         | 17         |
| Fuorigioco        | 4          | 3          |
| Cartellini gialli | 4          | 3          |
| Cartellini rossi  | 0          | 0          |